# Lestidiidae
Die Lestidiidae sind eine Familie kleiner bis mittelgroßer, in der Tiefsee (Bathypelagial) lebender Raubfische aus der Ordnung der Eidechsenfischverwandten (Aulopiformes). Sie kommen in allen tropischen, subtropischen oder gemäßigt temperierten Meeren vor.

## Merkmale
Die Fische sehen aus wie kleine Barrakudas, sind schuppenlos und werden maximal 55 cm lang. Diagnostisches Merkmal der Familie sind ventrale, gelblich schimmernde Leuchtorgane, die sich aus dem Gewebe der Mitteldarmdrüse (Hepatopankreas) entwickelt haben.

## Systematik
Alle vier Gattungen der Lestidiidae gehörten bis vor kurzem zu den Barrakudinas (Paralepididae). Sie wurden erstmals 1953 durch R.R. Harry in einer Tribus Lestidini zusammengefasst, die im Jahr 2015 durch Ghedotti und Kollegen zu einer eigenständigen Familie wurde. Die Lestidiidae sind die Schwestergruppe einer gemeinsamen Klade von Alepisauridae und Barrakudinas.

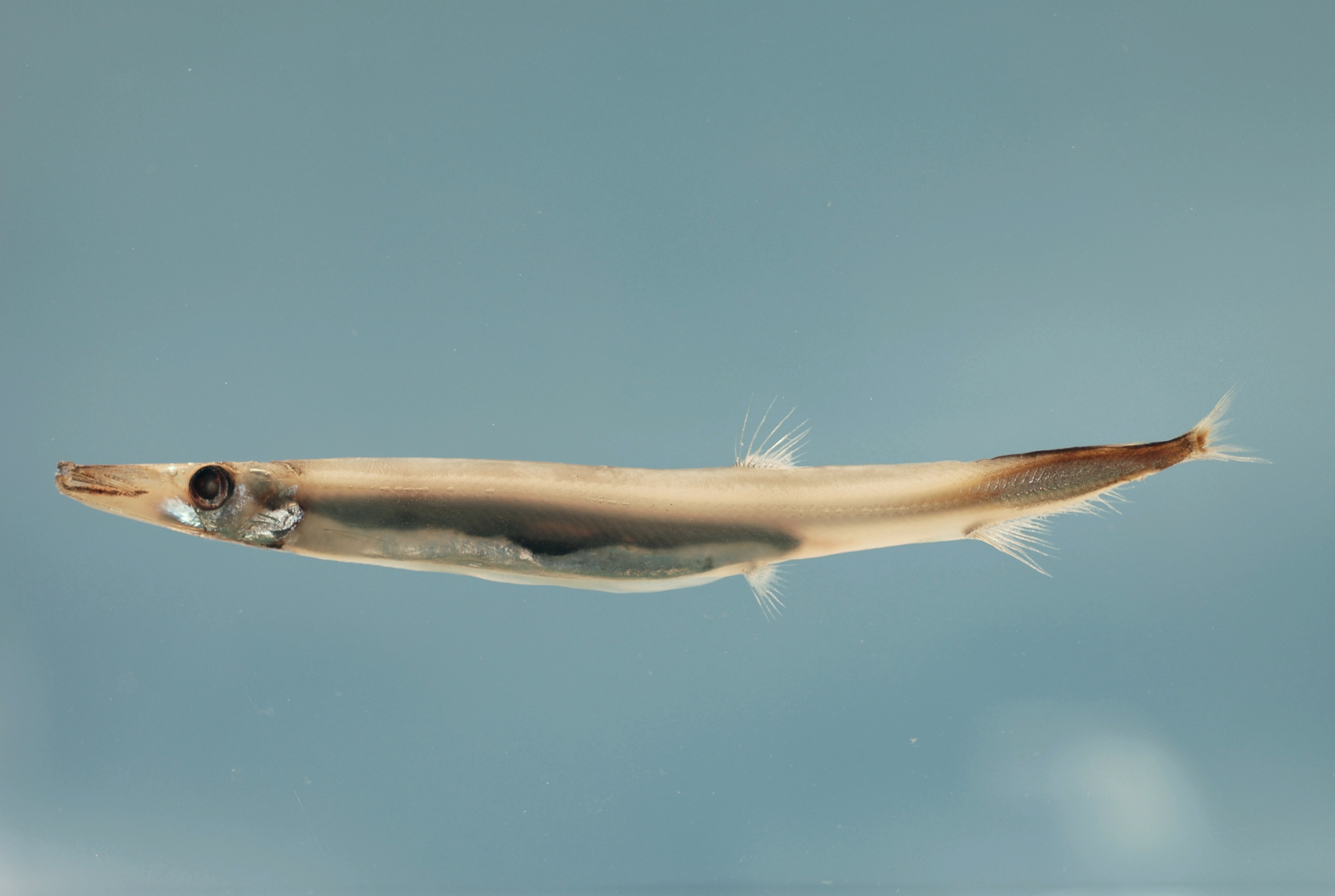
Lestidium atlanticum

|  | Alepisauridae                |
|  |                              |
|  | Barrakudinas (Paralepididae) |
|  |                              |

|  | Lestidiops                                                |
|  |                                                           |
|  | \| \| Lestidium \| \| \| \| \| \| Lestrolepis \| \| \| \| |
|  |                                                           |
|  | Lestidium                                                 |
|  |                                                           |
|  | Lestrolepis                                               |
|  |                                                           |

|  | Lestidium   |
|  |             |
|  | Lestrolepis |
|  |             |

|  | Lestidiops                                                |
|  |                                                           |
|  | \| \| Lestidium \| \| \| \| \| \| Lestrolepis \| \| \| \| |
|  |                                                           |
|  | Lestidium                                                 |
|  |                                                           |
|  | Lestrolepis                                               |
|  |                                                           |

|  | Lestidium   |
|  |             |
|  | Lestrolepis |
|  |             |

|  | Alepisauridae                |
|  |                              |
|  | Barrakudinas (Paralepididae) |
|  |                              |

|  | Lestidiops                                                |
|  |                                                           |
|  | \| \| Lestidium \| \| \| \| \| \| Lestrolepis \| \| \| \| |
|  |                                                           |
|  | Lestidium                                                 |
|  |                                                           |
|  | Lestrolepis                                               |
|  |                                                           |

|  | Lestidium   |
|  |             |
|  | Lestrolepis |
|  |             |

|  | Lestidiops                                                |
|  |                                                           |
|  | \| \| Lestidium \| \| \| \| \| \| Lestrolepis \| \| \| \| |
|  |                                                           |
|  | Lestidium                                                 |
|  |                                                           |
|  | Lestrolepis                                               |
|  |                                                           |

|  | Lestidium   |
|  |             |
|  | Lestrolepis |
|  |             |

|  | Alepisauridae                |
|  |                              |
|  | Barrakudinas (Paralepididae) |
|  |                              |

|  | Lestidiops                                                |
|  |                                                           |
|  | \| \| Lestidium \| \| \| \| \| \| Lestrolepis \| \| \| \| |
|  |                                                           |
|  | Lestidium                                                 |
|  |                                                           |
|  | Lestrolepis                                               |
|  |                                                           |

|  | Lestidium   |
|  |             |
|  | Lestrolepis |
|  |             |

|  | Lestidiops                                                |
|  |                                                           |
|  | \| \| Lestidium \| \| \| \| \| \| Lestrolepis \| \| \| \| |
|  |                                                           |
|  | Lestidium                                                 |
|  |                                                           |
|  | Lestrolepis                                               |
|  |                                                           |

|  | Lestidium   |
|  |             |
|  | Lestrolepis |
|  |             |

|  | Alepisauridae                |
|  |                              |
|  | Barrakudinas (Paralepididae) |
|  |                              |

|  | Lestidiops                                                |
|  |                                                           |
|  | \| \| Lestidium \| \| \| \| \| \| Lestrolepis \| \| \| \| |
|  |                                                           |
|  | Lestidium                                                 |
|  |                                                           |
|  | Lestrolepis                                               |
|  |                                                           |

|  | Lestidium   |
|  |             |
|  | Lestrolepis |
|  |             |

|  | Lestidiops                                                |
|  |                                                           |
|  | \| \| Lestidium \| \| \| \| \| \| Lestrolepis \| \| \| \| |
|  |                                                           |
|  | Lestidium                                                 |
|  |                                                           |
|  | Lestrolepis                                               |
|  |                                                           |

|  | Lestidium   |
|  |             |
|  | Lestrolepis |
|  |             |

## Gattungen und Arten
Zu den Lestidiidae gehören vier Gattungen mit über 30 Arten.
- LestidiopsLestidiops affinis
  - Lestidiops affinis (Ege, 1933).

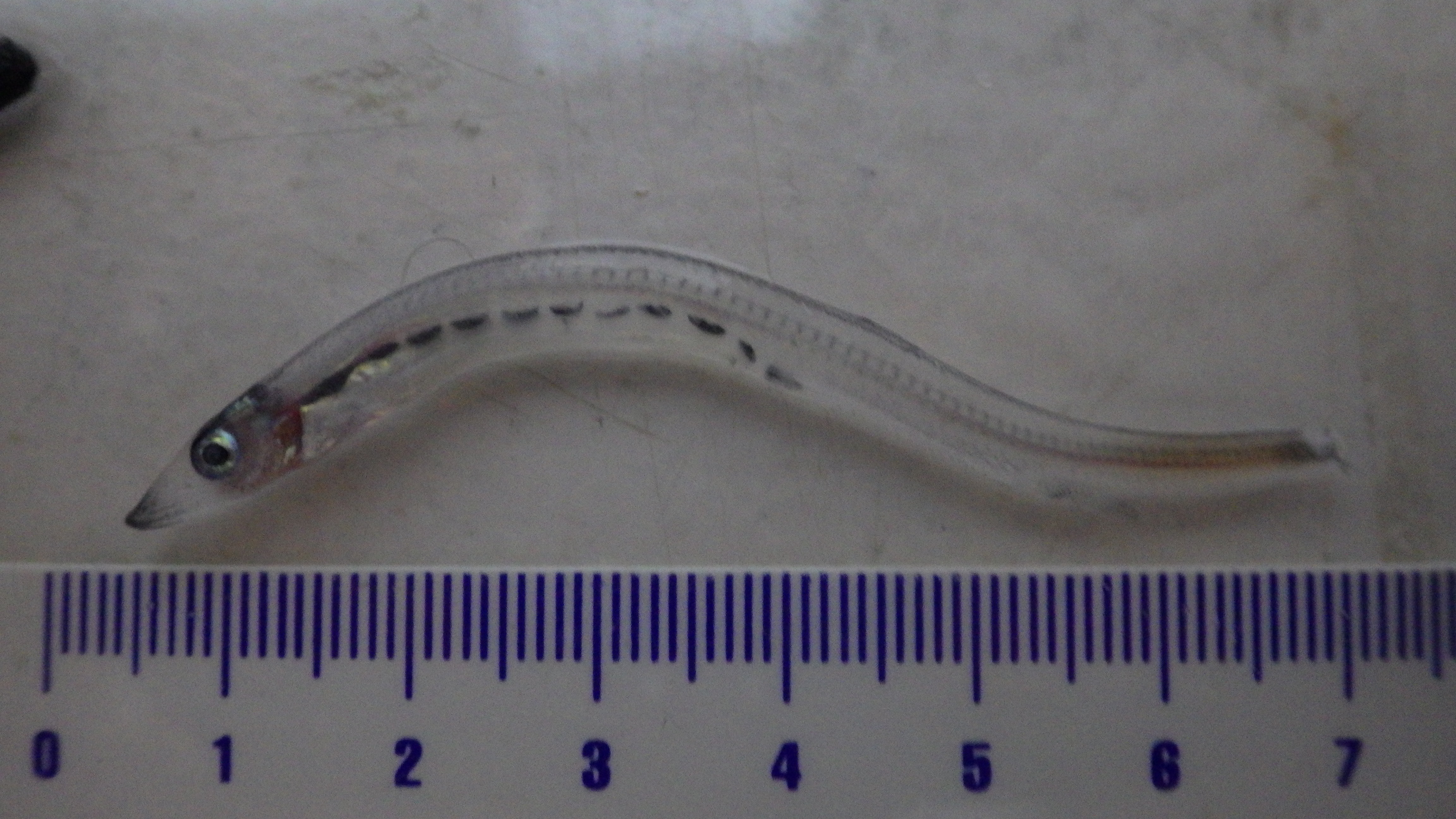
Lestidiops affinis

  - Lestidiops bathyopteryx (Fowler, 1944).
  - Lestidiops cadenati (Maul, 1962).
  - Lestidiops distans (Ege, 1953).
  - Lestidiops extrema (Ege, 1953).
  - Lestidiops gracilis (Ege, 1933).
  - Lestidiops indopacifica (Ege, 1953).
  - Lestidiops jayakari (Boulenger, 1889).
  - Lestidiops mirabilis (Ege, 1933).
  - Lestidiops neles (Harry, 1953).
  - Lestidiops pacificus (Parr, 1931).
  - Lestidiops ringens (Jordan & Gilbert, 1880).
  - Lestidiops similis (Ege, 1933).
  - Lestidiops sphyraenopsis Hubbs, 1916.
  - Lestidiops sphyrenoides (Risso, 1820).
- Lestidium
  - Lestidium atlanticum (Krøyer, 1868).
  - Lestidium longilucifer Ho et al., 2020.
  - Lestidium nigrirostrum Ho et al., 2020.
  - Lestidium nigroventralis Ho et al., 2019.
  - Lestidium nudum Gilbert, 1905.
  - Lestidium orientale Ho et al., 2019.
  - Lestidium prolixum Harry, 1953.
  - Lestidium rofeni Ho et al., 2020.
- LestrolepisLestrolepis japonica

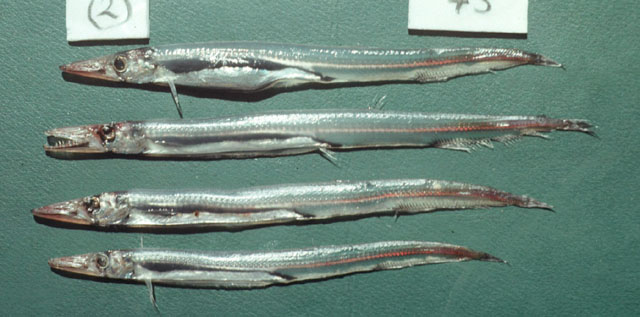
Lestrolepis japonica

  - Lestrolepis intermedia (Ege, 1933).
  - Lestrolepis japonica (Tanaka, 1908).
  - Lestrolepis luetkeni (Ege, 1933).
  - Lestrolepis pofi (Harry, 1953).
- Macroparalepis
  - Macroparalepis affinis Ege, 1933.
  - Macroparalepis brevis Ege, 1933.
  - Macroparalepis danae Ege, 1933.
  - Macroparalepis macrogeneion Post, 1973.
  - Macroparalepis nigra (Maul, 1965).